# Vadzsrapáni

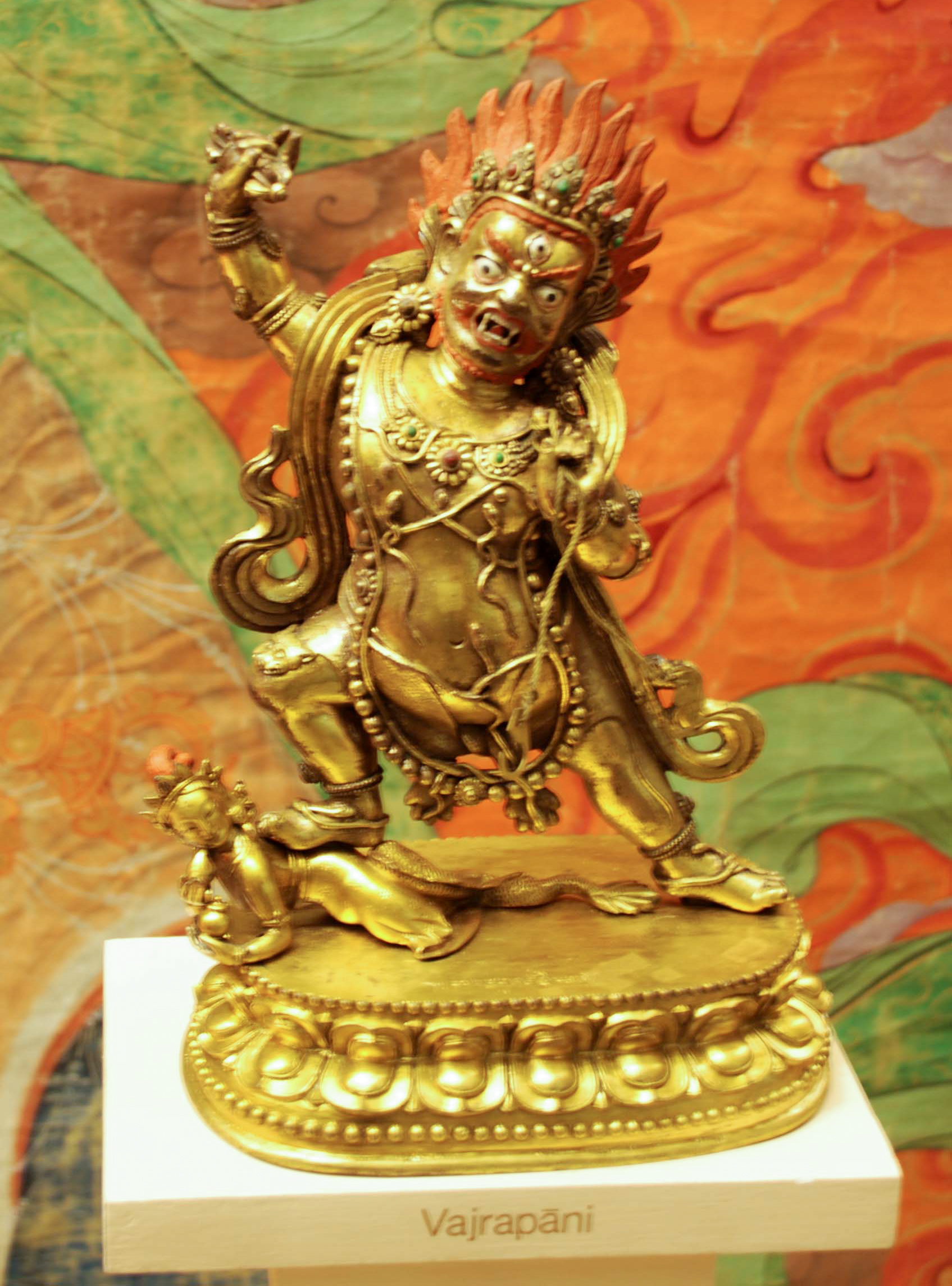
Vadzsrapáni haragos ábrázolása a tibeti buddhizmusban

Vadzsrapáni (kínai: 金剛手菩薩, pinjin: Csing-ang-sou pu-sza, japán: 執金剛神, Sukongósin, koreai: 금강수보살, tibeti: ཕྱག་ན་རྡོ་རྗེ་, wylie: Csakna Dordzse, magyar fordítása: "vadzsra a kézben") az egyik legkorábbi bódhiszattva a mahájána buddhizmusban. Ő Gautama Buddha védelmezője és vezetője, aki Buddha erejét szimbolizálja. Az Arany fény szútrában ő a jaksák nagy hadvezére.
Vadzsrapáni – a mahájána buddhizmusban úgy is nevezik, hogy Vadzsraszattva – gyakran tűnik fel a buddhista ikonográfiában Buddha alakja mellett a három legkorábbi védelmező istenség vagy bódhiszattva között. Mindhárman Buddha valamelyik erényét szimbolizálják: Mandzsusrí Buddha bölcsességét, Avalókitésvara Buddha végtelen együttérzését, Vadzsrapáni Buddha erejét szimbolizálja, illetve mind az öt tathágata erejét.
Vadzsrapáni az egyik legkorábbi dharmapála a mahájána buddhizmusban, aki szintén szerepel a théraváda hagyományhoz tartozó páli kánonban. Vadzsrapánit dvözítik a saolin templomokban, a tibeti buddhizmusban és a japán Tiszta Föld buddhizmusban, ahol úgy nevezik, hogy Mahászthámaprápta és Amitábha és Avalókitésvara bodhiszattvákkal alkot hármas csoportot. Vadzsrapáni megnyilvánulási formái számos japán buddhista templomban megjelennek a Dharma (tanok) védelmezőjeként, akiket úgy neveznek, hogy Nio. Vadzsrapáni Acsalaként is ismert (japán: Fudó-Mjóó), aki a vadzsra tartója. A Panycsavimszatiszáhasriká- és az Aṣzṭaszáhasriká-pradzsnyápáramitá szerint minden buddhaság felé haladó bodhiszattva Vadzsrapáni védelme alatt áll, akiket semmilyen ember vagy szellem le nem győzhet.

## Etimológia
Vadzsrapáni egy szanszkrit összetett szó, amelyben a „vadzsra” jelentése „villámcsapás” vagy „gyémánt”, a „páni” jelentése „a kézben”.

## Alakjai
Vadzsrapánit emberi alakban úgy ábrázolják, hogy a jobb kezében tartja a vadzsrát. Dhjáni-bodhiszattvának is nevezik, amely megegyezik Aksobhjával, a második bölcsességbuddhával. Vadzsrapáni megtestesülése dharmapálaként Acsarja-Vadzsrapáni, akit gyakran három szemmel, csengővel (ghanta) és lasszóval (pása) ábrázolnak. Olykor jidamként ábrázolják egy fejjel és négy karral, vadzsrával a kezében, kígyón fekvő embereken taposva. A szintén jidám Mahácsakra-Vadzsrapáninak három feje és hat karja van, kezében vadzsra van és kígyók, miközben Brahmán és Siván tapos. Gyakran ábrázolják közösülés közben, ez az ún. jab-jum szimbólum. Acsala-Vadzsrapánit négy fejjel, négy karral, valamint karddal, lasszóval és vadzsrával ábrázolják, miközben démonokon tapos.
Vadzsrapáni haragos ábrázolású és gyakran jaksa szimbólumként használják, hogy megfélemlítse és lazítsa fel az emberek dogmatizmusát. Kinyújtott jobb karjában vadzsrát forgat, amely az analitikus tudás szimbóluma. Annak ellenére, hogy olykor csontváz fej koronával ábrázolják, leggyakrabban ötágú bodhiszattva koronát visel, amely a bölcsességbuddhák erejét mutatja.

## Legendák

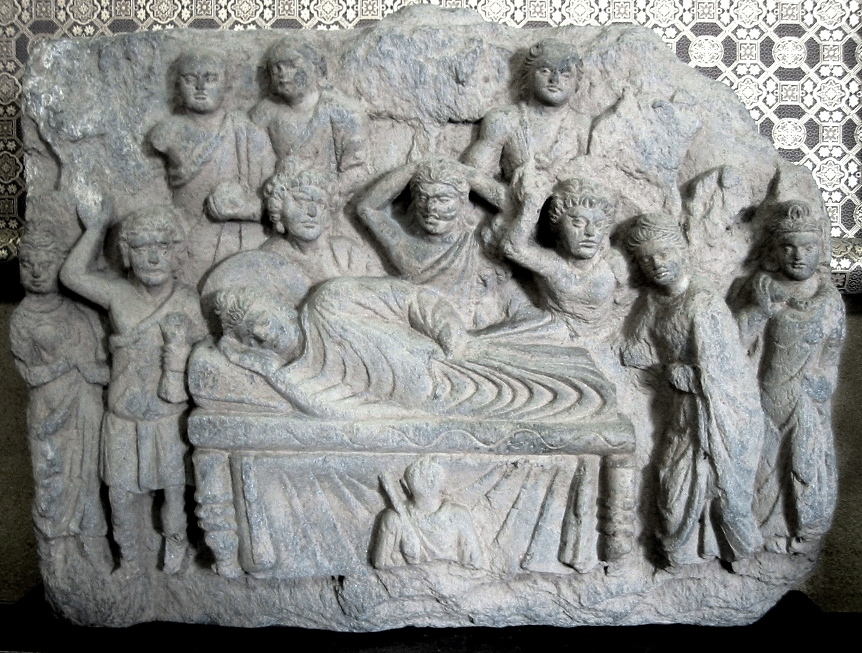
Buddha parinirvánája (halála)

A korai buddhista legendákban Vadzsrapáni egy kisebb istenségnek számít, aki végig kíséri Gautama Buddhát a vándorszerzetesi útján. Egyes szövegekben a hindu és a buddhista kozmológiákból ismert Sakra, a Trájastrimsa mennyország királyának megtestesüléseként szerepel, illetve az eső isteneként, ahogy a gandharva bálványokon szerepel. Sakraként állítólag jelen volt a tathágata születésekor. Vadzsrapániként ő volt az az isten, aki segített Gautamának megszökni a palotájából. Úgy tartják, hogy amikor Sakjamuni visszatért Kapilavasztuból, akkor Vadzsrapáni nyolcféle alakot öltött, hogy elkísérje őt.
Hszüan-cang kínai szerzetes és utazó szerint Vadzsrapáni legyőzött egy hatalmas kígyót a középkori indiai államban, Udjanában. Egy másik változat szerint, amikor a Nágák eljöttek Buddha üdvözlésére, akkor Vadzsrapáni madár képében tévesztette meg őket, mintegy megvédve őket a halálos ellenségüktől, a Garudáktól.
Buddha parinirvánájakor Vadzsrapáni kétségbeesve eldobta a vadzsráját és a porban fetrengett.

## Ábrázolásai

### Gandhárában

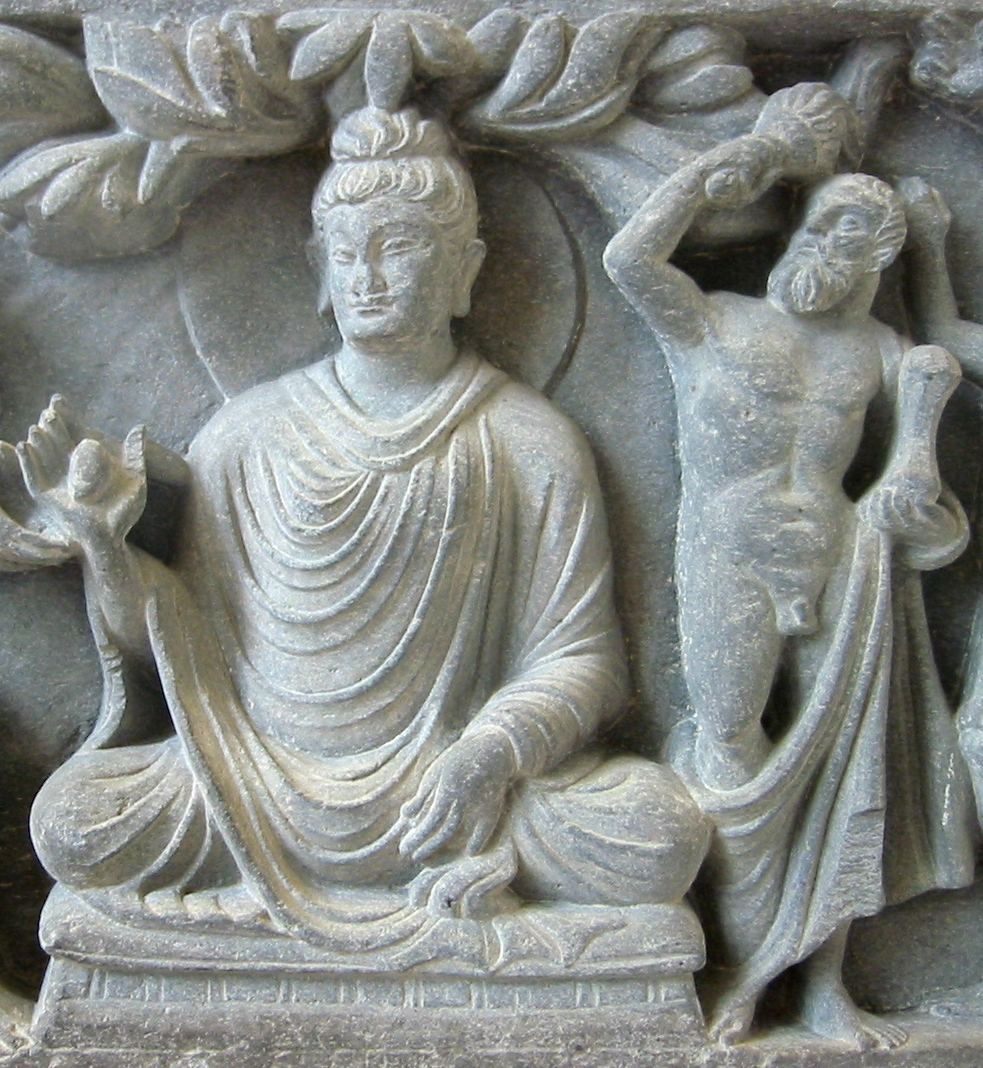
Vadzsrapáni Héraklészként vagy Zeuszként, 2. század

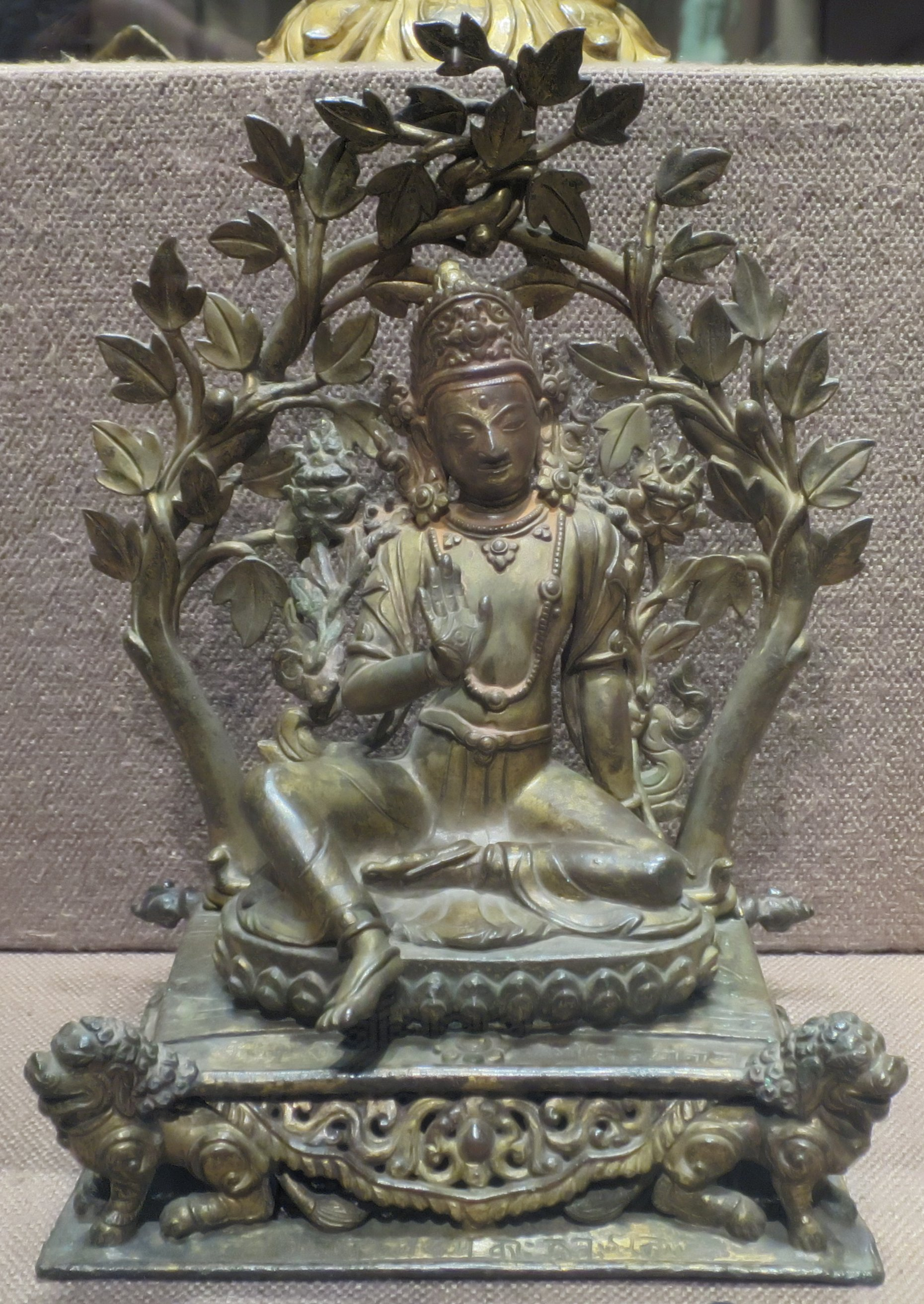
Vadzsrapáni bodhiszattva bronz szobra Nepálból, 1731

A buddhizmus közép-ázsiai terjedésével, illetve a hellenisztikus elemekkel dúsított gréko-buddhizmus kialakulásával idővel Héraklész alakjával ábrázolták Vadzsrapánit. Ebben a korban általánosságban szőrös és izmos atlétaként ábrázolták, kezében egy rövid gyémántbottal. Buddhagósza Indra dévakirállyal azonosította Vadzsrapánit. Más szerzők szerint az ábrázolt istenség valójában Zeusz, akinek klasszikus jellemzője a villámlás.

### Japánban
Japánban Vadzsrapánit Sukongósin néven ismerik (執金剛神, „a fő vadzsra forgató isten”), a Nió (仁王, jóakaratú királyok) bálványa, Buddha haragos, izmos védelmező istenei, akik számos buddhista templom bejáratát díszítik félelmetes, birkózó kinézetű alakjukkal. Japánban Vadzsrapánit Acsalával (不動明王, Fudó-mjóó) is szokták azonosítani, és a neki szóló mantra szerint ő a vadzsra hatalmas forgatója.
|  | „A Vadzsrapáni szobor eredete magyarázatra szorul. Ez az istenség Sakjamuni Buddha védelmezője és kísérője. A szobrát Héraklész alakjára formálták. (...) A gandhárai Vadzsrapáni Közép-Ázsiában és Kínában átalakult, és így került Japánba, ahol stílusbeli hatással volt a birkózószerű védelmező istenek alakjára (Nio).” |
|  | |

Annak ellenére, hogy Japánban Vadzsrapáni nem számít túlzottan népszerű bálványnak, mégis előszeretettel ábrázolják ábrákon és grafikákban (Mandala); a Garbakósza mandala hatodik formációját úgy nevezik, hogy „Vadzsrapáni terület”, amelyben húsz különböző alakban tűnik fel Kongszatta istenség birodalmában. A japán ikonográfiában Buddha halálakor jelenik meg vörös színnel ábrázolva.

### Nepálban
Nepálban Vadzsrapáni lótusz virágon ül jobb kezében vadzsrát tartva, a bal kezével pedig az adakozás és érvelés kézmozdulatát végzi. A festményeken fehér színnel ábrázolják.

### Kambodzsában
Kambodzsában három 953-ból való kolostor bálványozza Buddha, Pradzsnyápáramitá és Vadzsrapáni hármasát. Az egyikben Vadzsrapánit a szobra négy karral ábrázolja. Az ország nyugati részén található monolitok falfülkéiben négy- és kétkarú Vadzsrapáni szobrok vannak.

### Tibetben

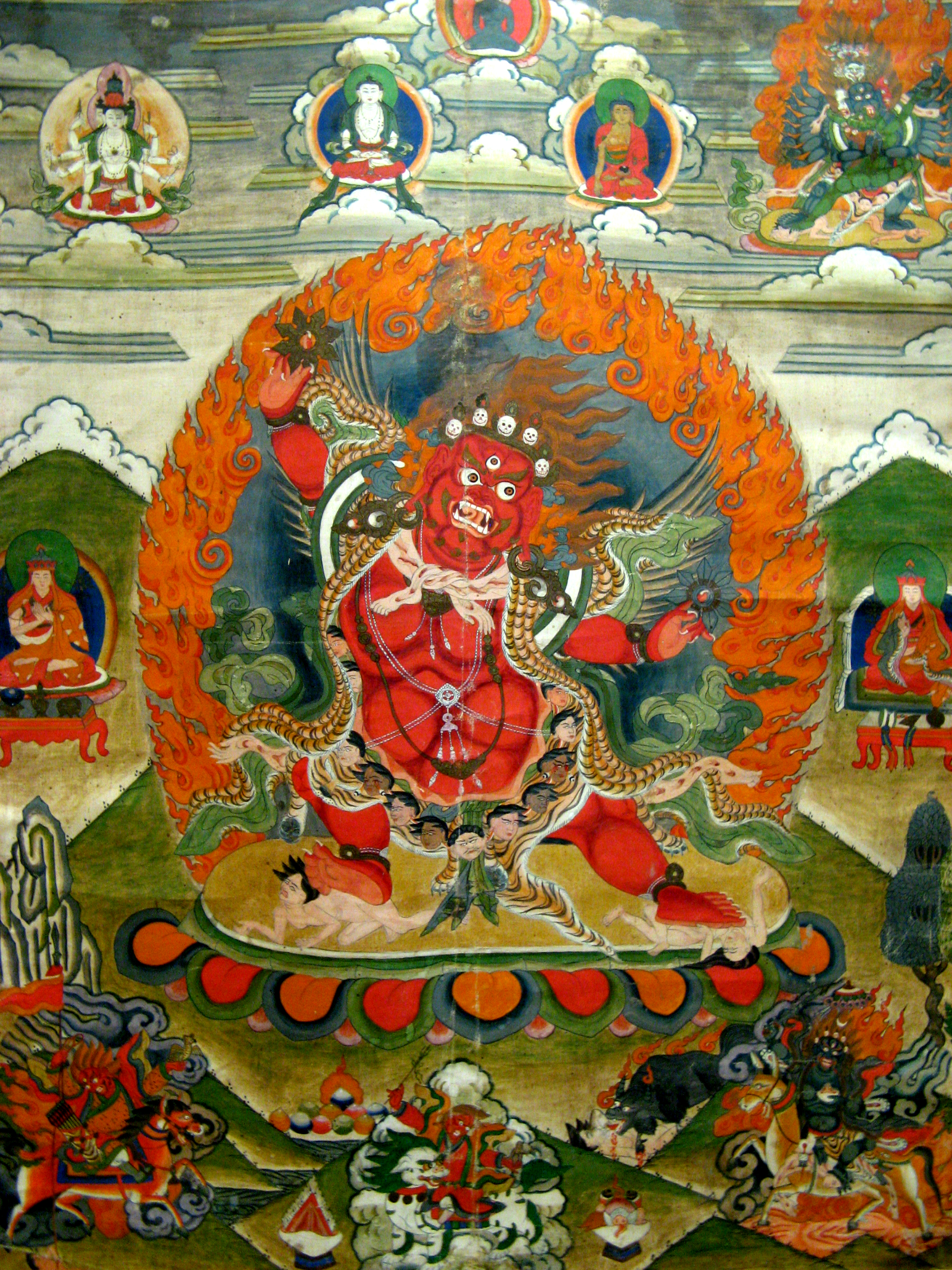
Dharmapála thangka

A tibeti buddhizmusban Vadzsrapáni különféle ijesztő formákban szerepel. Ezek közül a legközismertebbek a következők:
- Vadzsrapáni-Acsarja (Dharamapála) – emberi alakban, egy fejjel, három szemmel, összeborzolt hajjal, és csontváz koponyákkal körbevéve, tüzes megjelenéssel. A nyakában kígyókból álló nyaklánc, csuklóján tigrisbőrből készült karkötő, amelyet koponyák díszítenek. Jobb oldalra kilépve a felemelt kezében vadzsrát tart. Amikor kék színűre van festve, akkor a képet lángokkal és apró garudákkal (madárszerű lények) keretezik be.[4]
- Nilambara-Vadzsrapáni – egy fejjel, három szemmel, koponyákból készült koronával, négy vagy hat karral, illetve néha rendezetlen hajjal, amelyet kígyók és egy vadzsra beborítanak be. Két karja misztikus pózban össze van fonva a mellkas előtt (mudrá), a második, felemelt jobb kéz tartja a vadzsrát. Jobbra kilépve, fenségesen megkoronázva egy kígyóktól hemzsegő ágy felé dől.[4]
- Acsala-Vadzsrapáni – négy fejjel, négy karral és négy lábbal, vadzsra, kard, lasszó és koponya kehely szimbólumokkal bearanyozott testtel, miközben démonokon tapos.[4]
- Mahácsakra-Vadzsrapáni – három fejjel és három szemmel, hat karral és két lábbal, vadzsra, kígyó szimbólumokkal díszített, fő kezeiben kígyó, balra koponya kehely (kapala) és kés. Brahma irányába lép jobbra, illetve balra, Siva irányába.[4]
- Villámlás-forgató alakban a kígyómarások ellen véd. Lótusz trónon ül, amelyet pávák tartanak. Az egyik kezével lasszót tart, hogy kígyó démonokat kapjon el, az öle fölött lévő a lasszó hurkának másik oldalát tartja. Két bodhiszattva követi, Szarvanivarana-Viskambhin és Szamantabhadra. Magas koronát visel és kígyók másznak fel a karján és a bokáján. Festett alakja általában fehér vadzsrát tart a balra emelt kezében, az őt kísérő bodhiszattvák fölé. Amikor azonban kék színnel ábrázolják, akkor a bal kezében dupla vadzsrát tart.[4] Garuda alakja szárnyas és karmokkal díszített, vagy emberi fejjel, vagy csőrrel és kiterjesztett szárnyakkal. Közben olykor démonokon vagy kígyókon tapos. Egyes képeken kardot visel, tök alakú üveget, és egyik keze mudrát formáz.[4]

## Indiában

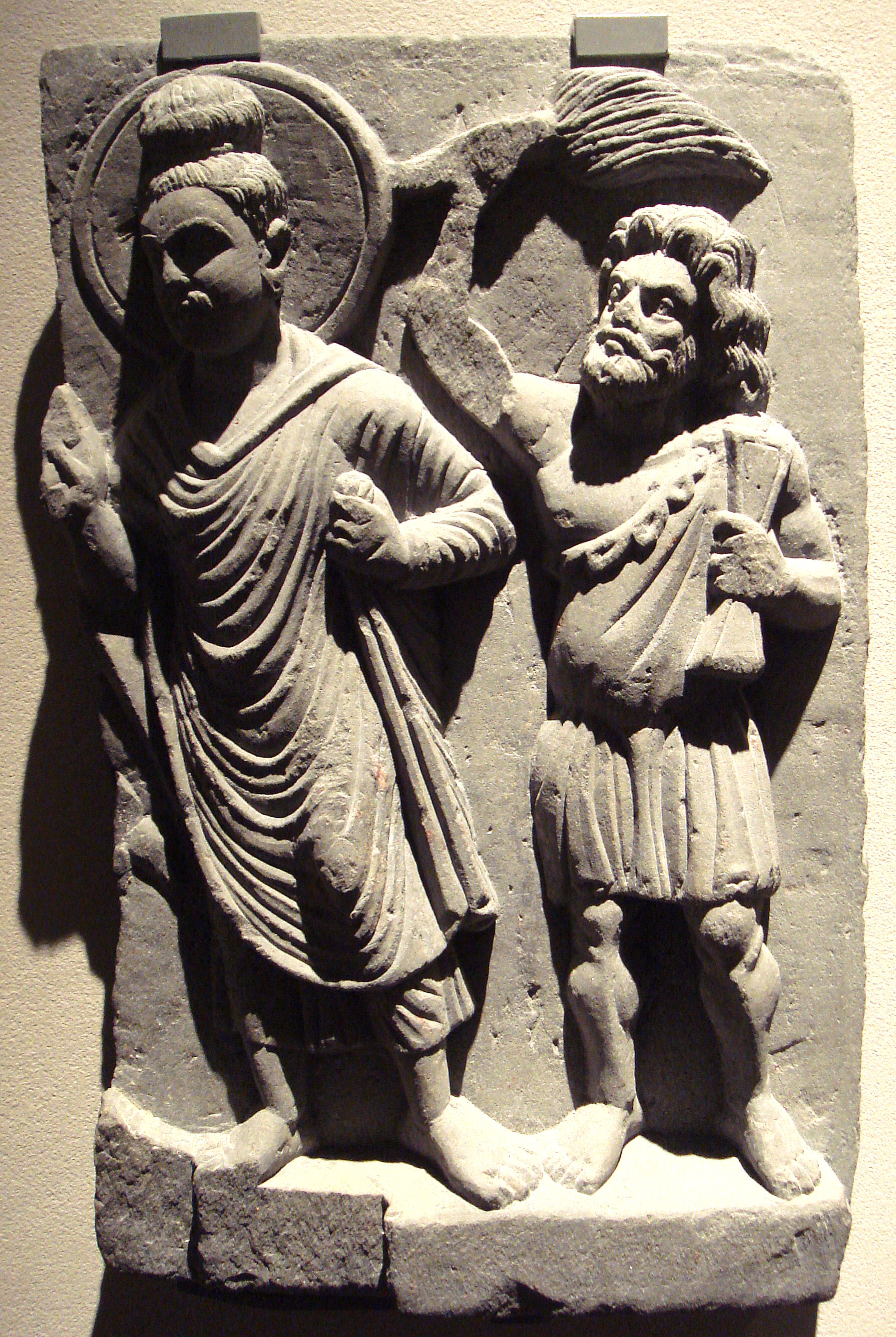
A Buddha védőjével, Vadzsrapánival (2. század)

A Kusán Birodalom idején a gandhárai művészetben Vadzsrapáni szoborábrázolásai Sakjamuni Buddha védelmezőjeként mutatják, nem pedig bodhiszattvaként. Az Indraszalaguha jelenetekben a hátterében hegyek látszódnak, és a víziszörnyek megtérítése ebben a fő motívum. Ezeken az ábrázolásokon különleges nyugati öltözéket visel és más istenek társaságát élvezi. A domborművek Vadzsrapánit ebben a művészeti formában mindig úgy ábrázolják, hogy közben Buddha mások tanításával foglalatoskodik, vagy például, amikor megvilágosodása előtt legyőzi Márát, a démont. Szintén ehhez a művészeti hagyományhoz tartozik azon jelenetek ábrázolása, amikor Sakjamuni Buddha más remetékkel vív filozófiai vitákat. Szintén népszerűek azok a jelenetek, amikor Buddha a vadzsra használatával visz véghez varázslatot.
Az adzsantai barlangtemplomokban Vadzsrapáni bodhiszattvaként szerepel vadzsrával a bal kezében. Az egyik barlangfal panelében látható, ahogy Buddha jobb oldalán áll egy lótuszon. Magas korona díszíti a fejét, két nyaklánca van és egy kígyó karkötő. Ez a zárt ikonografikus kompozíció a 2. barlang előcsarnokának bejáratnál található, illetve az 1. barlang befejezetlen előcsarnokában. Ilyen Vadzsrapáni motívumok találhatók még a 2. barlang belső járatánál, amelyikben más bodhiszattvák is szerepelnek, például Avalókitésvara. Itt Vadzsrapáninak sztúpa alakú koronája van, és a bal combjára sálat erősítettek. 
A keleti barlangcsoportban, a 6. barlang bejáratánál Vadzsrapáni hatalmas ajtó őr (dvarapala) alakjot formáz Avalókitésvarával együtt, mindketten koronát viselnek. Vadzsrapáni mellett egy apród található. Bal kezében fogja a fényes vadzsrát, a combjára sál van kötve. A jobb karja hajlítva.

## Az irodalmomban és a művészetben
Az irodalomban és a művészetekben Vadzsrapáni előkelő helyet foglal el, például a mahájána szútrákban, ahol az ezoterikus tudás szimbóluma és a buddhista tantra tanítója. Jaksa szellemként különleges kapcsolatban áll a hegyekkel és a barlangokkal. E. Lamotte szerint Vadzsrapáni a guhajakák, avagy titkos jaksák vezetője volt, aki rejtélyes szerepet játszott a buddhista és a brahmanikus indiai irodalmakban. Lamotte olyan szövegekre alapozta véleményét, amelyek elmagyarázzák, hogy Vadzsrapáni miként rázta össze a mágikus vadzsrával a hegyeket. A legfontosabb szöveg múlaszarvásztiváda vinajában található, amelyben Buddha találkozik Dévadattával. Itt hallható, hogy Vadzsrapáni vadzsraereje képes szétzúzni a sziklát. A szarvásztiváda vinajában Vadzsrapáni mágikus fegyverével védi meg a szenthely körül vezető zarándokutat. Ezt erősítik meg az adzsantai 6-os barlangban álló Vadzsrapáni szobrok a körsétány bejáratánál és kijáratánál.

## Történetek

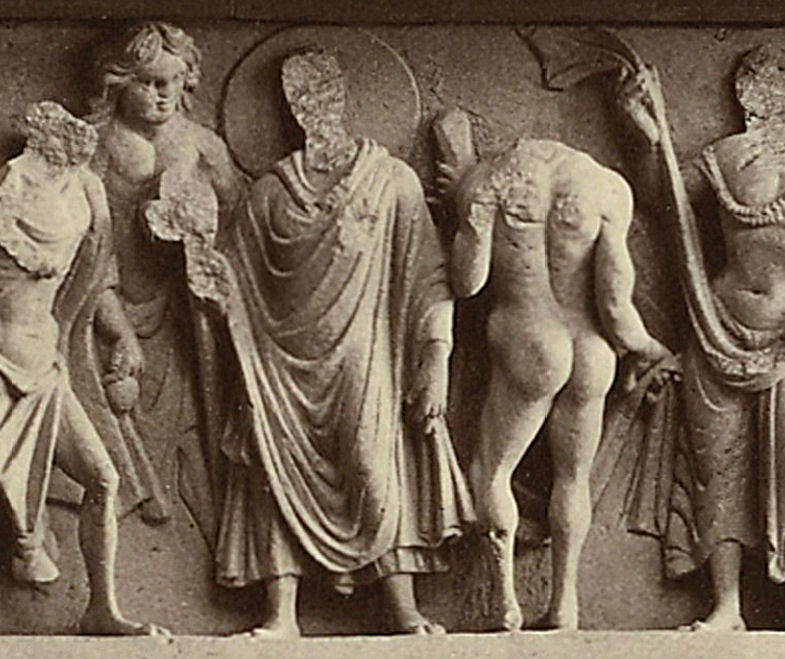
Buddha és egy csupasz Vadzsrapáni egy szegélydíszen, Gandhára.

### Ambattha megtérítése
A páli kánonban lévő, kasztrendszert bíráló Ambattha-szuttában egy alkalommal megjelenik Vadzsrapáni, mintegy megmutatva Buddha erejét. Tanítója parancsára egy ifjú brahmin – akit Ambatthának hívnak – ellátogat Buddhához. Tudván, hogy Buddha a sákja klánhoz tartozik, azaz a ksatrija kaszthoz, Ambattha nem mutatott Buddha felé elegendő tiszteletet, amilyet más brahmin felé mutatott volna. Amikor Buddha a tiszteletlensége miatt kérdőre vonta, Ambattha Buddha alacsonyabb kasztjára hivatkozott. Ezután Buddha megkérdezte Ambatthától, hogy egy sákja rabszolga sarjaként született-e, de Ambattha megtagadta a válaszadást, ugyanis Buddha feltételezése igaz volt. Buddha ismét feltette a kérdést, de Ambattha ismét hallgatott. Buddha figyelmeztette Ambatthát, hogy ha harmadszorra sem felel, akkor a feje ezer darabra esik szét. Abattha megrémült, amikor Buddha feje fölött megpillantotta Vadzsrapáni alakját, aki villámjával készült lecsapni az ifjú brahminra. Emiatt gyorsan elismerte, hogy tényleg a sákja rabszolga sarja.

### Vazdsrapáni és Mahesvara
Ebben a népszerű történetben Vadzsrapáni megöli Mahesvarát, Siva egyik megtestesülését, aki ördög alakjába bújt. A történet több írásban is szerepel, elsősorban a Szarva-tathágata-tattvaszangraha és a Vadzsrápanyábhiseka Mahátantra szövegekben. A történet elején story begins with the transformation of the bodhisattva Szamantabhadra bodhiszattvát átváltoztatja Vairócsana (a kozmikus buddha) Vadzsrapánivá, aki ekkor kapja a vadzsrát és a Vadzsrapáni nevet. Vairócsana megkéri Vadzsrapánit, hogy hívja össze a családját, hogy létrejöhessen egy mandala. Vadzsrapáni ezt visszautasítja, mert Mahesvara a különféle lényeket becsapja hamis vallási tanításokkal és mindenféle erőszakos bűncselekedettel. Mahesvara és Vadzsrapáni Meru-hegynél megvívott varázslatokkal teli csatája az utóbbi győzelmével zárul meg. Mahesvara kísérete Vadzsrapáni mandalájának a részévé válik, Mahesvara meghal és egy másik létbirodalomba kerül buddhaként.

## A saolin kolostor védőszentje

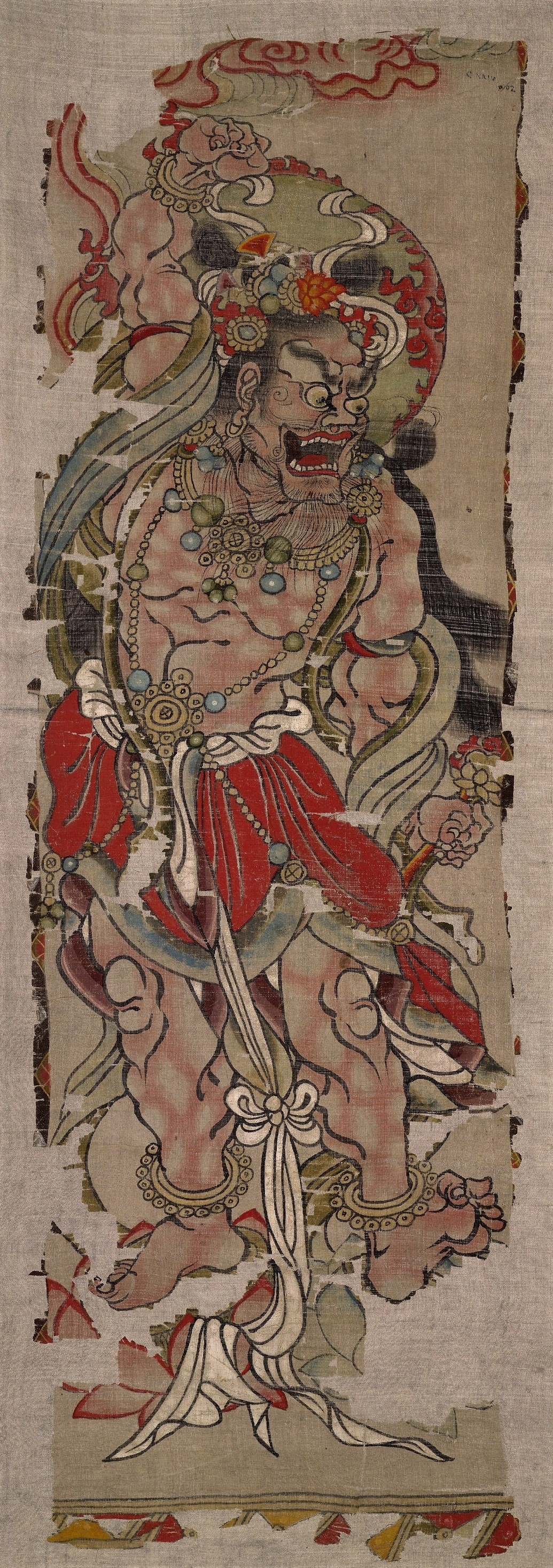
Vadzsrapáni a Mokao-barlangok rejtett könyvtárában, Tunhuang, Kína, a megszemélyesített hatalom és harag, 9. század vége, Tang-dinasztia

Az A saolin kolostor (2008) című könyvében Meir Shahar ázsiakutató megjegyzi, hogy Vadzsrapáni a kínai Saolin kolostor egyik védőszentje. Csang Csuo (660-741) Tang antológiájában megjelenő egyik rövid történet bemutatja, hogy hogyan áldoznak a kolostorban Vadzsrapáni előtt egészen a nyolcadik század óta. Az anekdota jellegű történetben egy saolin szerzetes, Szeng-csou (480-560) természetfeletti erőre és harctudásra tesz szert azzal, hogy nyers húst etetnek vele és Vadzsrapánihoz imádkozik. A kolostor apátja Cu-tuan (1115–1167) a tiszteletére sírkövet emeltetett számára a Szung-dinasztia idején.:
|  | „Az írás szerint [Lótusz szútra], ez az istenség (Narajana) Avalókitésvara (Kuan-jin) megtestesülése. Ha egy olyan személy, aki együttérzést táplál minden érző lény felé, ezt a bájt használja, az megerősíti a teste erejét (ceng-csang sen li). Ez hathatósan beteljesít minden esküt ... Emiatt sokan akadnak, akik tanulmányozzák Narajana szimbolikus kézmozdulatait (mudrá), keresik a varázslatait (mantra) és kutatják szobrait. Ezért emeltük ezt a síremléket, hogy terjesszük a tanításait.” |
|  | |

Önálló istenség helyett a saolin hívői úgy tartják, hogy Vadzsrapáni Kuan-jin bodhiszattva megtestesülése. A-tö, kínai tudós szerint ez amiatt van, hogy a Lótusz szútra alapján Kuan-jin olyan alakot ölt, amellyel a leghatékonyabb módon tudja terjeszteni a Dharmát (tanítást).

## Mantrák
Vadzsrapánival kapcsolatos az om vadzsrapáni húm phat mantra. A fő szótag a húm.
- Tibeti: ཨོཾ་བཛྲ་པཱ་ཎི་ཧཱུྂ༔

## Galéria

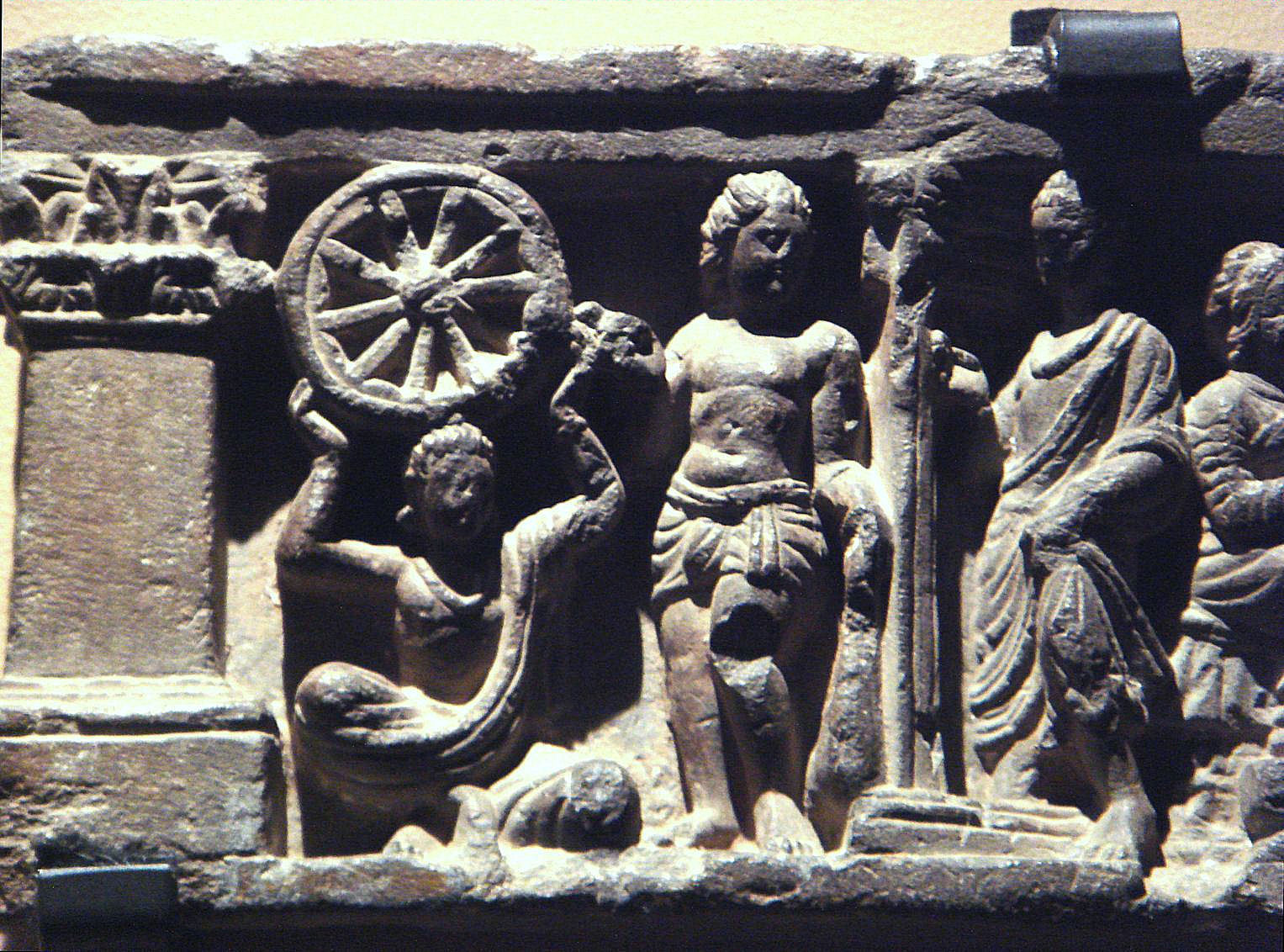
Vadzsrapáni Héraklészi ütővel
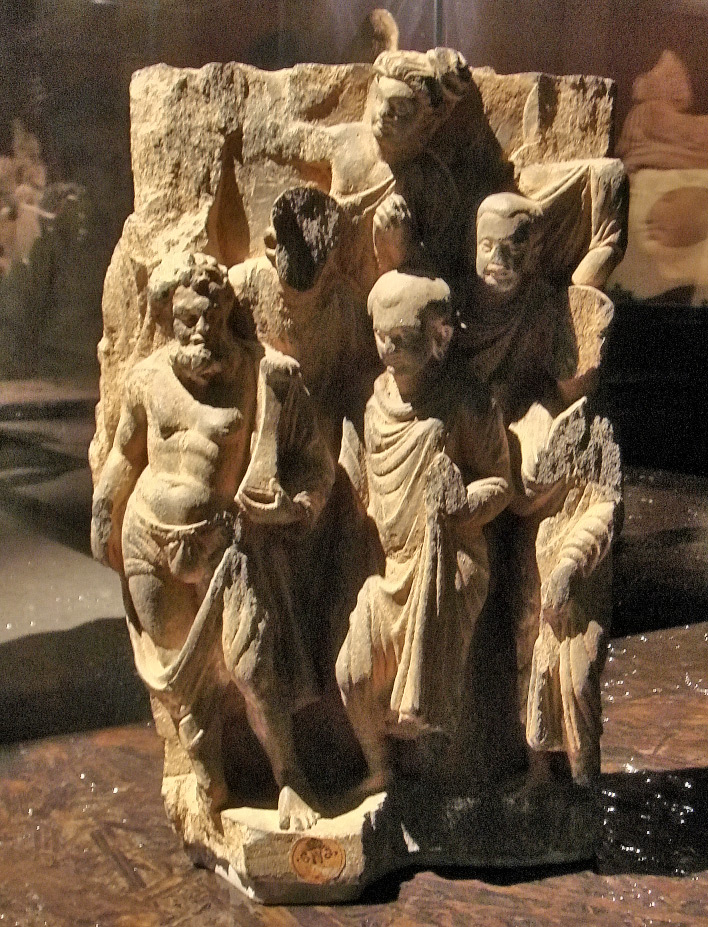
Vadzsrapáni buddhista szerzetesekkel. Gandhára
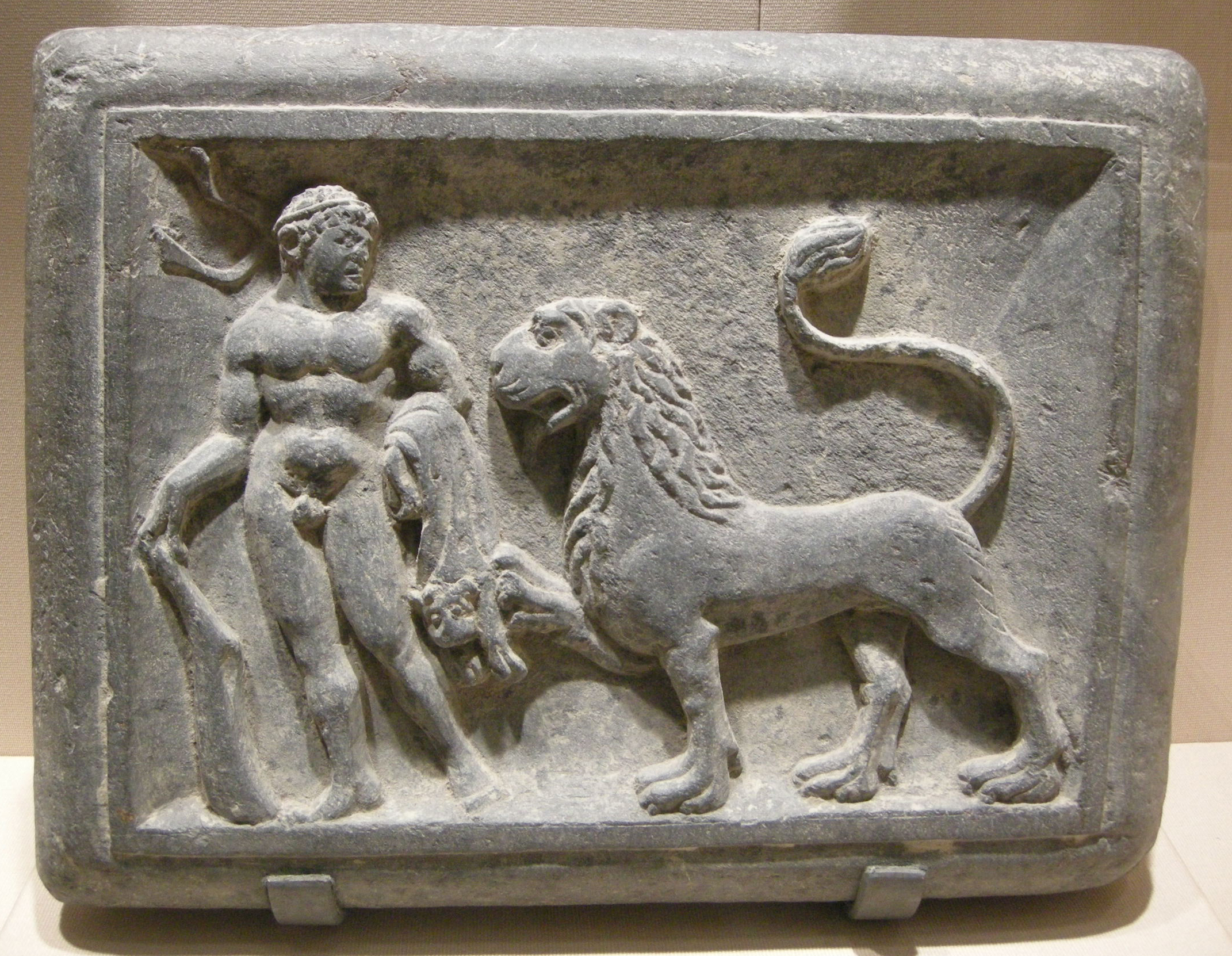
Héraklész és a nemeai oroszlán, Gandhára, 1. század